# 邻氨基苯甲酸
邻氨基苯甲酸又称氨茴酸、2-氨基苯甲酸，化学式：C7H7NO2，是一个氨基芳香羧酸，室温下为白色晶体粉末，用作医药、染料、香料和农药的中间体。
异构体为间氨基苯甲酸和对氨基苯甲酸。

## 性质
邻氨基苯甲酸是白色至微黄色无臭有甜味的结晶性粉末，可溶于热水、乙醇和乙醚，微溶于苯，难溶于冷水。加热升华，蒸馏时分解为苯胺和二氧化碳。可以与金属离子形成螯合物。在甘油溶液中呈紫石色荧光。

## 用途
用作医药、染料、香料和农药的中间体。染料方面可用于制取蒽醌染料、偶氮染料和靛族染料，比如中性蓝BNL、分散黄5G、分散橙GG、分散黄GC、活性棕K-B3Y。医药方面可用于制取甲灭酸、常咯啉、炎痛静、泰尔登等。
邻氨基苯甲酸也可用于有机合成，用于生产3-羟基吲哚和邻氨基苯甲酸甲酯等化合物。也用作化学试剂，作为测定银、镁、汞、镉、镍、锌、钴、铅、铈、铜、锰、钯和铀等多种金属的络合试剂。
由于邻氨基苯甲酸与乙酸酐和邻氨基甲苯反应时会环合为有成瘾性的非巴比妥类催眠药甲喹酮（安眠酮），邻氨基苯甲酸也可用于合成新安眠酮，因此邻氨基苯甲酸及其衍生物的使用在一些国家受到限制。在美国，美国缉毒署将邻氨基苯甲酸及其盐类和酯类列为第一类受管制的易制毒化学品。2006年9月中国商务部、公安部公布的《易制毒化学品进出口国际核查管理规定》的附件：国际核查易制毒化学品管理目录中，将上述合成过程中的中间体邻乙酰氨基苯甲酸列为第一类易制毒化学品，邻氨基苯甲酸自身则被列为第二类易制毒化学品。
邻氨基苯甲酸发生重氮化生成的重氮盐，在加热时即消去氮气和二氧化碳，形成高度活泼的1,2-苯炔。产生的苯炔可以立即发生二聚生成二苯并环丁烷。

## 制取
用苯酐与氨发生酰胺化生成邻苯二甲酰亚胺，然后用次氯酸盐／氢氧化钠处理，发生Hofmann降解反应生成邻氨基苯甲酸钠，最后酸化即得邻氨基苯甲酸。
还有一种方法是利用了2-硝基甲苯的分子内氧还反应：
生物体中的邻氨基苯甲酸是莽草酸途径的一个中间产物，它由分支酸生成，此后先与磷酸核糖焦磷酸中的磷酸核糖形成磷酸核糖邻氨基苯甲酸，经重排、脱羧和关环形成吲哚甘油磷酸，然后在色氨酸合成酶催化下先脱去3-磷酸甘油醛生成吲哚，最后吲哚与一个丝氨酸缩合形成色氨酸。
由分支酸生成邻氨基苯甲酸一步是被邻氨基苯甲酸合成酶催化的，首先谷氨酰胺水解生成的氨对共轭体系发生亲核取代，将羟基推出去，然后碱夺取氨基ipso的氢，丙酮酸离去，环变为芳香环，生成邻氨基苯甲酸。